# مستشفى الساحل التعليمي
مستشفى الساحل التعليمي هو مستشفى حكومي وهو أحد مستشفيات الهيئة العامة للمستشفيات و المعاهد التعليمية، يقع بحي الساحل بشبرا بالقاهرة.

## التاريخ
أنشئ عام 1973 لدعم حرب أكتوبر 1973م لجراحات المخ والأعصاب والعمود الفقري على مساحـة 4 أفدنة ويحتوي على 496 سرير ويطلق على المستشفى اسم "القصر التعليمي"، وقد تم افتتاح المستشفى التخصصى الجديد بمستشفى الساحل التعليمي حيث يهدف إلى المساهمة بصورة فعالة في توفير فرص الرعاية الطبية للمرضى المحتاجين لزراعة الأعضاء والرعايات الطبية المركزة والجراحات التخصصية والدقيقة والأشعة المقطعية والرنين المغناطيسي.

## العيادات
- العيادات الخارجية العيادات التخصصية
- الجراحة العامة.
- عيادة جراحة وزراعة الكبد.
- جراحة الأوعية الدموية.
- جراحة اليد.
- جراحة العظام.
- عيادة جراحة المناظير.
- جراحة المسالك البولية .
- عيادة السمنة المفرطة وجراحاتها.
- جراحة المخ والأعصاب .
- مفاصل العظام .